# Jokilampi (sjö i Lappland, lat 66,27, long 26,10)
Jokilampi är en sjö i Finland. Den ligger i kommunen Rovaniemi i landskapet Lappland, i den norra delen av landet, 700 km norr om huvudstaden Helsingfors. Jokilampi ligger 149,7 meter över havet. Arean är 19 hektar och strandlinjen är 2,24 kilometer lång. Sjön  ingår i Kemi älvs huvudavrinningsområde. 